# Calibre de un cartucho

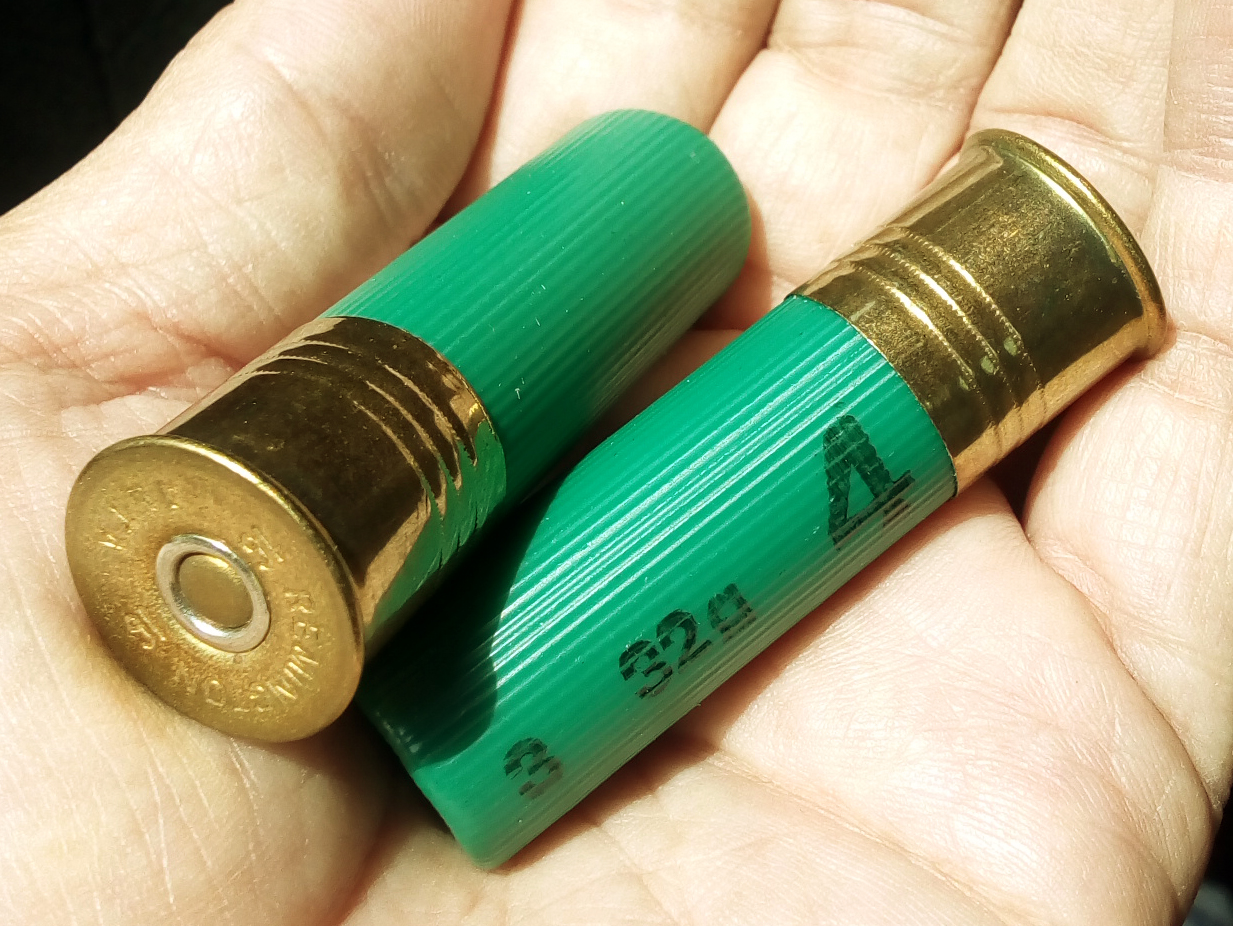
Cartuchos útiles de escopeta calibre 16.

El calibre de un cartucho (en inglés: "gauge") es una unidad de medida de su diámetro, que guarda una relación inversa con este (no lineal sino cúbica) y que no forma parte del sistema internacional, pero que se utiliza de una forma oficial para las escopetas.
Definición del calibre de un cartucho de caza
"..Igualdad del peso de las balas, tomando como calibre el número de ellas que entran en una libra.." (usado todavía en las armas de caza)
"Número de balas esféricas de plomo del mismo diámetro que el del ánima del cañón que entran en una libra" (avoirdupois).

## Cálculo del calibre
Para expresar el calibre de los cartuchos de caza menor se emplea la denominada nomenclatura inglesa. La definición estándar de calibre de un cartucho supone que se utiliza una bola de plomo puro. El más extendido es el denominado calibre 12. En este caso el diámetro interior del cañón coincide con el diámetro de una de las 12 esferas iguales que salen de una libra de plomo (densidad 11,3 g/cm3. Es decir, el diámetro de una esfera de plomo con un peso de 1/12 de libra inglesa (1/12 de 454 gramos) es de 18,53 mm.
De hecho, el calibre 24 corresponde a un diámetro de cañón más pequeño que el calibre 12; aunque no se trata de una relación lineal sino cúbica, puesto que el volumen de una esfera depende del cubo de su diámetro.

### Fórmula del cálculo del diámetro
| Símbolo               | Nombre          | Unidad  | Plomo |
| --------------------- | --------------- | ------- | ----- |
| {\displaystyle \rho } | Densidad        | g / cm3 | 11.3  |
| {\displaystyle d}     | Diámetro        |         |       |
| {\displaystyle m}     | Masa            | g       |       |
| {\displaystyle m_{T}} | Masa total      | g       | 454   |
| {\displaystyle n}     | Número de balas |         |       |
| {\displaystyle r}     | Radio           |         |       |
| {\displaystyle V}     | Volumen         |         |       |

|               | Diámetro | Volumen | Densidad | Masa | Conversión                                                                |
| ------------- | --- | --- | --- | --- | ------------------------------------------------------------------------- |
| Fórmulas      | {\displaystyle r={\frac {d}{2}}}                                                                                             | {\displaystyle V={\frac {4}{3}}\pi r^{3}}                                                                                    | {\displaystyle \rho ={\frac {m}{V}}}                                                                                         | {\displaystyle m={\frac {m_{T}}{n}}}                                                                                         | {\displaystyle {\Bigl (}{\frac {\text{1 pulg}}{\text{2.54 cm}}}{\Bigr )}} |
| Despejando    | | {\displaystyle r={\sqrt[{3}]{{\frac {3}{4\pi }}V}}}                                                                          | {\displaystyle V={\frac {m}{\rho }}}                                                                                         | |                                                                           |
| Sustituyendo  | {\displaystyle {\frac {d}{2}}={\sqrt[{3}]{{\frac {3}{4\pi }}{\Bigl (}{\frac {m}{\rho }}{\Bigr )}}}}                          | {\displaystyle {\frac {d}{2}}={\sqrt[{3}]{{\frac {3}{4\pi }}{\Bigl (}{\frac {m}{\rho }}{\Bigr )}}}}                          | {\displaystyle {\frac {d}{2}}={\sqrt[{3}]{{\frac {3}{4\pi }}{\Bigl (}{\frac {m}{\rho }}{\Bigr )}}}}                          | |                                                                           |
| Sustituyendo  | {\displaystyle d=2{\sqrt[{3}]{{\frac {3}{4\pi }}{\Bigl (}{\frac {m_{T}}{\rho \ n}}{\Bigr )}}}}                               | {\displaystyle d=2{\sqrt[{3}]{{\frac {3}{4\pi }}{\Bigl (}{\frac {m_{T}}{\rho \ n}}{\Bigr )}}}}                               | {\displaystyle d=2{\sqrt[{3}]{{\frac {3}{4\pi }}{\Bigl (}{\frac {m_{T}}{\rho \ n}}{\Bigr )}}}}                               | {\displaystyle d=2{\sqrt[{3}]{{\frac {3}{4\pi }}{\Bigl (}{\frac {m_{T}}{\rho \ n}}{\Bigr )}}}}                               |                                                                           |
| Evaluando     | {\displaystyle d=2{\sqrt[{3}]{{\frac {3}{4\pi }}{\Bigl (}{\frac {({\text{454 g}})}{({\text{11.3 g/cm}}^{3})\ n}}{\Bigr )}}}} | {\displaystyle d=2{\sqrt[{3}]{{\frac {3}{4\pi }}{\Bigl (}{\frac {({\text{454 g}})}{({\text{11.3 g/cm}}^{3})\ n}}{\Bigr )}}}} | {\displaystyle d=2{\sqrt[{3}]{{\frac {3}{4\pi }}{\Bigl (}{\frac {({\text{454 g}})}{({\text{11.3 g/cm}}^{3})\ n}}{\Bigr )}}}} | {\displaystyle d=2{\sqrt[{3}]{{\frac {3}{4\pi }}{\Bigl (}{\frac {({\text{454 g}})}{({\text{11.3 g/cm}}^{3})\ n}}{\Bigr )}}}} |                                                                           |
| Simplificando | {\displaystyle d=4.25/{\sqrt[{3}]{n}}\ {\text{(cm)}}}                                                                        | {\displaystyle d=4.25/{\sqrt[{3}]{n}}\ {\text{(cm)}}}                                                                        | {\displaystyle d=4.25/{\sqrt[{3}]{n}}\ {\text{(cm)}}}                                                                        | {\displaystyle d=4.25/{\sqrt[{3}]{n}}\ {\text{(cm)}}}                                                                        |                                                                           |
| Convirtiendo  | {\displaystyle d=1.67/{\sqrt[{3}]{n}}\ {\text{(pulg)}}}                                                                      | {\displaystyle d=1.67/{\sqrt[{3}]{n}}\ {\text{(pulg)}}}                                                                      | {\displaystyle d=1.67/{\sqrt[{3}]{n}}\ {\text{(pulg)}}}                                                                      | {\displaystyle d=1.67/{\sqrt[{3}]{n}}\ {\text{(pulg)}}}                                                                      | {\displaystyle d=1.67/{\sqrt[{3}]{n}}\ {\text{(pulg)}}}                   |

Para encontrar el calibre "n", si el diámetro está en pulgadas:
{\displaystyle n=4,66/d_{n}^{3}}

### Otra simplificación de la fórmula
Se puede hacer otra simplificación de la fórmula del cálculo del diámetro de un cartucho (o el ancho del cañón de una escopeta) dado un calibre n en pulgadas:
La primera y segunda fórmula salen del apartado anterior:
{\displaystyle n=4,66d_{n}^{-3}} o   {\displaystyle d_{n}=1,67n^{\frac {-1}{3}}}
Nueva fórmula simplificada
{\displaystyle d_{n}={\sqrt[{3}]{\frac {70}{15\times n}}}}
Por ejemplo, para un calibre (n) = 67,6, el diámetro de la esfera es:  (dn) = 0,410 pulgadas.

## Diámetros de los calibres
Una bala de plomo (densidad 11,35 g/cm3) de calibre {\displaystyle {n}} tiene una masa de {\displaystyle {\tfrac {1}{n}}} libras (de 453,59 g.) Así, 12 balas de plomo de un cartucho del calibre 12 (de 18,53 mm cada una), sumadas pesan una libra.
En general, un cartucho de calibre {\displaystyle {n}} tiene un diámetro de:
{\displaystyle d_{n}=\left({\frac {6\cdot 453,59~\mathrm {g} }{11,352~\mathrm {g/cm} ^{3}\cdot n\cdot \pi }}\right)^{1/3}={\frac {4,2416}{\sqrt[{3}]{n}}}~\mathrm {cm} }
| Diámetros de los calibres | Diámetros de los calibres | Diámetros de los calibres | Diámetros de los calibres                  | Diámetros de los calibres                  | Diámetros de los calibres |
| Calibre                   | Diámetro                  | Diámetro                  | Peso de la bola de plomo del mismo calibre | Peso de la bola de plomo del mismo calibre |                           |
|                           | (mm)                      | (Pulgada)                 | (gramos)                                   | (granos)                                   |                           |
| ------------------------- | ------------------------- | ------------------------- | ------------------------------------------ | ------------------------------------------ | ------------------------- |
| A*                        | 50,8                      | 2                         | 778,19                                     | 12010                                      |                           |
| 1½*                       | 37,05                     | 1,459                     | 302,39                                     | 4667                                       |                           |
| 2*                        | 33,67                     | 1,325                     | 226,8                                      | 3500                                       |                           |
| 3*                        | 29,41                     | 1,158                     | 151,2                                      | 4667                                       |                           |
| 4                         | 26,72                     | 1,052                     | 113,4                                      | 1750                                       |                           |
| 8                         | 21,21                     | 0,835                     | 56,7                                       | 875                                        |                           |
| 10                        | 19,69                     | 0,775                     | 45,36                                      | 700                                        |                           |
| 12                        | 18,53                     | 0,729                     | 37,8                                       | 583                                        |                           |
| 13                        | 18,04                     | 0,710                     | 34,89                                      | 538                                        |                           |
| 14                        | 17,6                      | 0,693                     | 32,4                                       | 500                                        |                           |
| 16                        | 16,83                     | 0,663                     | 28,35                                      | 438                                        |                           |
| 20                        | 15,63                     | 0,615                     | 22,68                                      | 350                                        |                           |
| 24                        | 14,7                      | 0,579                     | 18,9                                       | 292                                        |                           |
| 28                        | 13,97                     | 0,55                      | 16,2                                       | 250                                        |                           |
| 32                        | 13,36                     | 0,526                     | 14,17                                      | 219                                        |                           |
| 67½                       | 10,41                     | 0,410                     | 6,71                                       | 104                                        |                           |

Los calibres más habituales son el 12/70 o 16/65 donde el primer número es el calibre según el sistema inglés y el segundo la longitud de la recámara en mm.

## Guía de conversión
La tabla muestra las diversas medidas de los calibres con sus pesos. Los calibres marcados con * es encuentran solo en armas raras. Aun así, el calibre 4 era a veces utilizado en los trabucos, armas que se hicieron para la defensa personal y la defensa contra la piratería.  Los valores del calibre .410 y el calibre 23mm son excepciones; son medidas reales, no calibres de cartucho. Si el calibre .410 y el calibre 23 mm se midieran tradicionalmente, serían calibre 67,62 mm y calibre 6,28, respectivamente.
| Calibre | Diámetro | Diámetro | Peso de una bola de plomo (puro-sin aleación) | Peso de una bola de plomo (puro-sin aleación) |
| Calibre | mm       | Pulgadas | Gramos                                        | Granos                                        |
| ------- | -------- | -------- | --------------------------------------------- | --------------------------------------------- |
| AA*     | 101,6    | 4        | 6225,52                                       | 96.080                                        |
| Uno½*   | 76,2     | 3        | 2626,4                                        | 40.530                                        |
| 0,25*   | 67,34    | 2,651    | 1814,36                                       | 28.000                                        |
| 0,5*    | 53,45    | 2,103    | 907,18                                        | 14.000                                        |
| Uno*    | 50,8     | 2        | 778,19                                        | 12.010                                        |
| 0,75*   | 46,7     | 1,838    | 604,8                                         | 9328                                          |
| 1*      | 42,42    | 1,669    | 453,6                                         | 7000                                          |
| B½*     | 38,10    | 1,5      | 328,3                                         | 5066                                          |
| 1,5*    | 37,05    | 1,459    | 302,39                                        | 4667                                          |
| 2*      | 33,67    | 1,326    | 226,8                                         | 3500                                          |
| 3*      | 29,41    | 1,158    | 151,2                                         | 2333                                          |
| 4       | 26,72    | 1,052    | 113,4                                         | 1750                                          |
| B*      | 25,40    | 1        | 97,27                                         | 1501                                          |
| 5*      | 24,8     | 0,976    | 90,72                                         | 1400                                          |
| 6*      | 23,35    | 0,919    | 75,6                                          | 1166                                          |
| 6,278   | 23       | 0,906    | 72,26                                         | 1114                                          |
| 7*      | 22,18    | 0,873    | 64,8                                          | 1000                                          |
| 8       | 21,21    | 0,835    | 56,7                                          | 875                                           |
| 9*      | 20,39    | 0,803    | 50,4                                          | 778                                           |
| 10      | 19,69    | 0,775    | 45,36                                         | 700                                           |
| 11*     | 19,07    | 0,751    | 41,24                                         | 636                                           |
| 12      | 18,53    | 0,729    | 37,8                                          | 583                                           |
| 13*     | 18,04    | 0,71     | 34,89                                         | 538                                           |
| 14      | 17,6     | 0,693    | 32,4                                          | 500                                           |
| 15*     | 17,21    | 0,677    | 30,24                                         | 467                                           |
| 16      | 16,83    | 0,663    | 1                                             | 438                                           |
| 17*     | 16,50    | 0,650    | 26,68                                         | 412                                           |
| 18*     | 16,19    | 0,637    | 25,2                                          | 389                                           |
| 20      | 15,63    | 0,615    | 22,68                                         | 350                                           |
| 22*     | 15,13    | 0,596    | 20,62                                         | 319                                           |
| 24      | 14,7     | 0,579    | 18,9                                          | 292                                           |
| 26*     | 14,31    | 0,564    | 17,44                                         | 269                                           |
| 28      | 13,97    | 0,550    | 16,20                                         | 250                                           |
| 32      | 13,36    | 0,526    | 14,17                                         | 219                                           |
| 36      | 12,85    | 0,506    | 12,59                                         | 194                                           |
| 40      | 12,40    | 0,488    | 11,34                                         | 175                                           |
| 67,62   | 10,41    | 0.41     | 6,71                                          | 104                                           |